# 1350
Évszázadok: 13. század – 14. század – 15. század
Évtizedek: 1300-as évek – 1310-es évek – 1320-as évek – 1330-as évek – 1340-es évek – 1350-es évek – 1360-as évek – 1370-es évek – 1380-as évek – 1390-es évek – 1400-as évek
Évek: 1345 – 1346 – 1347 – 1348 –  1349 – 1350 – 1351 – 1352 – 1353 – 1354 – 1355

## Események

### Határozott dátumú események
- március 27. – I. Péter kasztíliai király trónra lépése.
- április 18. – I. Lajos magyar király, miután tárgyalásai a pápával nem vezettek eredményre személyesen vezetett sereggel indul Nápolyba.[1] (A nyár folyamán teljesen elfoglalja a Nápolyi Királyságot.)
- augusztus 22. – VI. Fülöp francia király halála után fia, Jó János kerül a trónra.[2]
- szeptember 14. – Lajos látva törekvései sikertelenségét visszaindul Magyarországra.[3]
- szeptember 19. – István herceg, I. Lajos király fiatalabb öccse elveszi feleségül a IV. (Bajor) Lajos német-római császár lányát, Margit hercegnőt.

### Határozatlan dátumú események
- Lázadás tör ki a szentgotthárdi apátságban, az apátság hanyatlásnak indul.
- Pestisjárvány tombol Európában.

## Születések
- június 27. – II. Manuél bizánci császár († 1425)
- december 27. – I. János aragóniai király († 1396)

## Halálozások
- március 27. – XI. Alfonz kasztíliai király (* 1311)
- augusztus 22. – VI. (Szerencsés) Fülöp francia király (* 1293)